# دمای نویز
در الکترونیک، دمای نویز یکی از راه های بیان سطح توان نویزهای موجود ارائه شده توسط یک مؤلفه یا منبع است. چگالی توان طیفی برحسب دما(برحسب کلوین) از رابطهٔ زیر بدست می آید:
{\displaystyle {{P} \over {B}}\,=\,k_{B}\,T}
که در آن،
- {\displaystyle P} توان برحسب وات
- {\displaystyle B}پهنای باند کل برحسب هرتز
- {\displaystyle k_{B}} ثابت بولتزمن (۱٫۳۸۱×10−23 J/K، ژول بر کلوین)
- {\displaystyle T} دمای نویز برحسب کلوین (K) است.

## نویز ولتاژ و جریان
{\displaystyle {{\bar {v_{n}^{2}}} \over {B}}=4k_{B}RT}
{\displaystyle {{\bar {i_{n}^{2}}} \over {B}}=4k_{B}GT}